# Мустафаев, Салим
Салим Мустафаев (узб. Salim Mustafoyev; род. 7 марта 1991 года; Самарканд, Узбекская ССР, СССР) — узбекистанский футболист, защитник клуба «Локомотив» (Ташкент). Выступал в национальной сборной Узбекистана.

## Карьера

### Клубная
Салим Мустафаев является воспитанником футбольной школы самаркандского «Динамо». Именно в этом клубе в 2009 году он начал свою профессиональную карьеру. В составе «Динамо» Мустафаев выступал до 2012 года и за это время сыграл в 67 матчах и забил 1 гол. В 2013 году он подписал контракт с ташкентским «Локомотивом» и выступает за этот клуб до сих пор.

### В сборной
В составе олимпийской сборной Узбекистана принимал участие в Азиатских играх 2014 года.
Дебютный матч за первую сборную Узбекистана сыграл 28 июля 2011 года против Кыргызстана.

## Достижения
- Серебряный призёр чемпионата Узбекистана: 2014
- Обладатель Кубка Узбекистана: 2014
- Обладатель Суперкубка Узбекистана: 2015
- Финалист Суперкубка Узбекистана: 2014